# Noorse voetbalbeker 2000
De Noorse voetbalbeker 2000 (Noors: Norgesmesterskapet i fotball 2000) was de 95ste editie van de strijd om de Noorse voetbalbeker. Het voetbaltoernooi begon op 23 mei met de eerste ronde en eindigde op 29 oktober 2000 met de finale in het Ullevaal Stadion in Oslo. Het toernooi werd gewonnen door Odd Grenland dat Viking FK in de eindstrijd met 2-1 (na verlenging) versloeg en daarmee voor de twaalfde keer het bekertoernooi op zijn naam schreef. De club stond onder leiding van trainer-coach Arne Sandstø. Vanwege de EK-eindronde in België en Nederland stroomden de clubs uit de hoogste afdeling pas in de derde ronde in.

## Eerste ronde
| Team 1                   | Team 2                   | Uitslag                  |
| Duels gespeeld op 23 mei | Duels gespeeld op 23 mei | Duels gespeeld op 23 mei |
| ------------------------ | ------------------------ | ------------------------ |
| Strømsgodset             | Birkebeineren            | 3 – 1                    |
| Ørn Horten               | Sarpsborg                | 5 – 0                    |
| Sunndal                  | Træff                    | 0 – 3                    |
| Duels gespeeld op 24 mei |                          |                          |
| Østsiden                 | Skeid                    | 2 – 2                    |
| Fredrikstad              | Skjetten                 | 1 – 0                    |
| Sparta                   | Lyn                      | 2 – 5                    |
| Strømmen                 | Bærum                    | 2 – 3                    |
| Grei                     | Asker                    | 1 – 0                    |
| Ullern                   | Drøbak/Frogn             | 1 – 2                    |
| Kjelsås                  | Mercantile/Lambertseter  | 2 – 0                    |
| Sør-Aurdal               | L/F Hønefoss             | 1 – 6                    |
| Kongsvinger              | Lørenskog                | 4 – 0                    |
| Vardal                   | Elverum                  | 3 – 1                    |
| Raufoss                  | Gjøvik/Lyn               | 3 – 2                    |
| Larvik Turn              | Eik-Tønsberg             | 0 – 2                    |
| Skarphedin               | Sandefjord Fotball       | 0 – 1                    |
| Tollnes                  | Vindbjart                | 5 – 1                    |
| Giv Akt                  | Mandalskameratene        | 0 – 8                    |
| Staal                    | Vidar                    | 0 – 2                    |
| Vard Haugesund           | Sandnes FK               | 5 – 2                    |
| Hundvåg                  | Randaberg                | 1 – 4                    |
| Follese                  | Fyllingen                | 3 – 0                    |
| Os                       | Gneist                   | 1 – 0                    |
| Åsane                    | Stord                    | 0 – 1                    |
| Sogndal                  | Fjøra                    | 1 – 0                    |
| Hødd                     | Skarbøvik                | 1 – 0                    |
| Tornado                  | Aalesund                 | 1 – 0                    |
| Orkla                    | Levanger                 | 2 – 3                    |
| Tiller                   | Steinkjer                | 0 – 2                    |
| Ranheim                  | Strindheim               | 2 – 4                    |
| Byåsen                   | NTNUI                    | 2 – 0                    |
| Fauske/Sprint            | Stålkameratene           | 3 – 3                    |
| Lofoten                  | Finnsnes                 | 8 – 1                    |
| Skarp                    | Alta                     | 1 – 2                    |
| Tromsdalen               | Senja                    | 7 – 2                    |
| Duel gespeeld op 25 mei  |                          |                          |
| FF Lillehammer           | Hamarkameratene          | 0 – 1                    |

## Tweede ronde
| Team 1                   | Team 2                   | Uitslag                  |
| Duels gespeeld op 7 juni | Duels gespeeld op 7 juni | Duels gespeeld op 7 juni |
| ------------------------ | ------------------------ | ------------------------ |
| L/F Hønefoss             | Hamarkameratene          | 0 – 3                    |
| Vardal                   | Kongsvinger              | 1 – 2                    |
| Eik-Tønsberg             | Ørn Horten               | 3 – 0                    |
| Tollnes                  | Kjelsås                  | 1 – 1                    |
| Sandefjord Fotball       | Mandalskameratene        | 4 – 1                    |
| Randaberg                | Vidar                    | 0 – 3                    |
| Stord                    | Vard Haugesund           | 2 – 1                    |
| Follese                  | Sogndal                  | 0 – 5                    |
| Os                       | Tornado                  | 1 – 2                    |
| Træff                    | Hødd                     | 3 – 1                    |
| Steinkjer                | Strindheim               | 0 – 1                    |
| Levanger                 | Byåsen                   | 0 – 1                    |
| Stålkameratene           | Lofoten                  | 2 – 4                    |
| Alta                     | Tromsdalen               | 4 – 2                    |
| Duels gespeeld op 8 juni |                          |                          |
| Drøbak/Frogn             | Lyn                      | 0 – 2                    |
| Skeid                    | Fredrikstad              | 4 – 0                    |
| Bærum                    | Strømsgodset             | 1 – 3                    |
| Raufoss                  | Grei                     | 2 – 0                    |

## Derde ronde
| Team 1                    | Team 2                   | Uitslag                  |
| Duel gespeeld op 27 juni  | Duel gespeeld op 27 juni | Duel gespeeld op 27 juni |
| ------------------------- | ------------------------ | ------------------------ |
| Vidar                     | Haugesund                | 2 – 0                    |
| Duels gespeeld op 28 juni |                          |                          |
| Moss                      | Raufoss                  | 2 – 1                    |
| Lyn                       | Sandefjord Fotball       | 3 – 0                    |
| Stabæk                    | Træff                    | 0 – 2                    |
| Hamarkameratene           | Lillestrøm               | 2 – 4                    |
| Kongsvinger               | Start                    | 0 – 3                    |
| Strømsgodset              | Skeid                    | 2 – 0                    |
| Odd Grenland              | Tollnes                  | 6 – 1                    |
| Bryne                     | Eik-Tønsberg             | 2 – 2                    |
| Viking                    | Byåsen                   | 2 – 1                    |
| Brann                     | Stord                    | 2 – 0                    |
| Sogndal                   | Vålerenga                | 0 – 7                    |
| Tornado                   | Molde                    | 0 – 5                    |
| Strindheim                | Rosenborg                | 1 – 0                    |
| Lofoten                   | Bodø/Glimt               | 1 – 4                    |
| Tromsø                    | Alta                     | 4 – 1                    |

## Vierde ronde
| Team 1                    | Team 2                    | Uitslag                   |
| Duels gespeeld op 19 juli | Duels gespeeld op 19 juli | Duels gespeeld op 19 juli |
| ------------------------- | ------------------------- | ------------------------- |
| Eik-Tønsberg              | Bodø/Glimt                | 1 – 5                     |
| Strindheim                | Odd Grenland              | 0 – 5                     |
| Træff                     | Viking                    | 0 – 5                     |
| Vålerenga                 | Vidar                     | 6 – 0                     |
| Duels gespeeld op 20 juli |                           |                           |
| Molde                     | Brann                     | 3 – 0                     |
| Lillestrøm                | Strømsgodset              | 3 – 0                     |
| Lyn                       | Moss                      | 0 – 3                     |
| Duel gespeeld op 26 juli  |                           |                           |
| Start                     | Tromsø                    | 3 – 2                     |

## Kwartfinale
| Team 1                        | Team 2                       | Uitslag                      |
| Duel gespeeld op 5 september  | Duel gespeeld op 5 september | Duel gespeeld op 5 september |
| ----------------------------- | ---------------------------- | ---------------------------- |
| Bodø/Glimt                    | Lillestrøm                   | 2 – 0                        |
| Duels gespeeld op 6 september |                              |                              |
| Odd Grenland                  | Moss                         | 2 – 2                        |
| IK Start                      | Molde                        | 0 – 0                        |
| Viking                        | Vålerenga                    | 3 – 2                        |

## Halve finale
| Team 1                         | Team 2                        | Uitslag                       |
| Duel gespeeld op 23 september  | Duel gespeeld op 23 september | Duel gespeeld op 23 september |
| ------------------------------ | ----------------------------- | ----------------------------- |
| Odd Grenland                   | Bodø/Glimt                    | 4 – 0                         |
| Duels gespeeld op 24 september |                               |                               |
| Viking                         | Start                         | 4 – 0                         |

## Finale
| 29 oktober 2000 – Ullevaal Stadion, Oslo 24.864 toeschouwers Scheidsrechter: Frode Kvam                                                                      |               | |
| Odd Grenland | 2 – 1         | Viking FK |
| Hannu Tihinen 65' (e.d.) Christian Flindt Bjerg 106' | goals         | 45' Bjørn Dahl |
| Arne Sandstø | Trainer-coach | Benny Lennartsson |
| Erik Holtan Alexander Aas Ronny Deila Bård Borgersen Jan Frode Nornes 46' Morten Fevang 105' Erik Pedersen Sami Mahlio Espen Hoff 78' Kim Larsen Thomas Røed | opstellingen  | Lars Gaute Bø Audun Helgason Bjørn Dahl Hannu Tihinen Thomas Pereira 27' Bjørn Berland Bjarte Lunde Aarsheim Erik Fuglestad Morten Berre 74' Erik Nevland Rikhardur Dadason |
| Anders Rambekk 46' Tor Gunnar Johnsen 78' Christian Flindt Bjerg 105'                                                                                        | wissels       | 27' 112' Gunnar Aase 74' Tom Sanne 112' Jørgen Tengesdal |
| Erik Pedersen 91' | gele kaarten  | 40' Rikhardur Dadason 69' Hannu Tihinen 93' Morten Berre |

## Winnende formatie
- Odd Grenland

Erik Holtan, Alexander Aas, Ronny Deila, Bård Borgersen, Jan Frode Nornes, Morten Fevang, Erik Pedersen, Sami Mahlio, Espen Hoff, Kim Larsen, Thomas Røed, Anders Rambekk, Tor Gunnar Johnsen, Christian Flindt-Bjerg, Erik Bo Andersen. Trainer-coach: Arne Sandstø.